# Antonio Tavares
Ne doit pas être confondu avec António Tavares, joueur de basket-ball portugais.
Antonio Tavares, né le 23 décembre 1975 à Villeneuve-Saint-Georges, est un footballeur mauritanien. Il évolue au poste de milieu de terrain du milieu des années 1990 au milieu des années 2000, puis s'est reconverti en entraîneur du milieu des années 2000 au début des années 2010. 

## Biographie
Antonio Tavares, né le 23 décembre 1975 à Villeneuve-Saint-Georges (France) est un footballeur franco-portugais-Mauritanien devenu entraîneur directeur technique. Footballeur professionnel, il a notamment évolué comme milieu de terrain en Ligue 2 française, en Série C1 italienne, et en Ligue 2 Belge ; il a de plus fait partie de la Sélection nationale mauritanienne.
À la fin de sa carrière de joueur, il devient entraîneur et directeur technique.
Parallèlement à sa carrière footballistique, Antonio Tavares étudie la philosophie à l'université Paris XII et obtient une maîtrise (dont le thème questionne les présences de Nietzsche chez Foucault)  puis un DEA (dont le thème questionne : La Révolution hongroise de 1956 était-elle rhizomatique?).
Il joue 35 matchs en Ligue 2 sous les couleurs de l'US Créteil et en joue 6 avec la sélection nationale mauritanienne.

## Palmarès

### Joueur
- Vainqueur du championnat District (94) -17 en 1992 avec le C.O.V.A
- Vainqueur du championnat District (94) -17 en 1993 avec le CSMVR
- Vainqueur du championnat DH Junior en 1995 avec le Paris Saint-Germain Football Club
- Vainqueur du Championnat de France des lycées en 1996 avec le lycée Jean-Macé de Vitry-sur-Seine
- Vainqueur des championnats de 1re Division de district du (94) en 1997 avec l'Union sportive Lusitanos Saint-Maur
- Vainqueur du championnat PH en 1998 avec l'Union sportive Lusitanos Saint-Maur
- Championnat de France amateur Vainqueur du championnat de France amateur (CFA) en 2001 avec l'Union sportive Lusitanos Saint-Maur
- Coupe de France de futsal Vainqueur de la coupe nationale de Futsal en 2007 avec Issy les moulineaux
- Ligue des champions de Futsal participation en 2008 avec Issy-les-Moulineaux
- Vainqueur du championnat Excellence et de la coupe des Hauts-de-Seine en Vétérans en 2015 avec le F.C ISSY https://www.fcissy.fr

### Entraineur
- Vainqueur du Championnat de 1re Division de District du Val de Marne en 2006 avec le CSM Bonneui
- Vainqueur du Championnat DSR en 2008 avec le F.C ISSY https://www.fcissy.fr
- Vainqueur du Championnat DH en 2011 avec le F.C ISSY https://www.fcissy.fr
- Une finale de la Coupe de Paris perdue en 2015 avec le F.C ISSY https://www.fcissy.fr
- Vainqueur du Championnat du (94) DSR en 2016 avec le F.C ISSY

https://www.fcissy.fr
- Championnat de Guinée équatoriale de football Vainqueur du Championnat de 1re Division Nationale en Guinée Équatoriale en 2019 avec le CANO SPORT ACADEMY

https://www.canosportacademy.com/
- Vainqueur du Championnat (94) Division 2 en 2020 avec l'AJLB (Limeil-Brévannes)
- Trois Finales de la coupe des Hauts-de-Seine avec une victoire contre Montrouge en 2015 avec le https://www.fcissy.fr

## Parcours Joueur
| Saison 1983-1984 Poussins à C.O.V.A                 | Saison 1997-1998 Seniors à L’U.S. Créteil LUSITANOS |
| Saison 1983-1984 Poussins à C.O.V.A                 | Saison 1998-1999 Seniors CORBEIL/MARSALA Italie     |
| Saison 1984-1985 Benjamins à C.O.V.A                | Saison 1999-2000 Seniors à L’U.S. Créteil LUSITANOS |
| Saison 1985-1986 Benjamins à C.O.V.A                | Saison 2000-2001 Seniors à L’U.S. Créteil LUSITANOS |
| Saison 1986-1987 – 13 ans à C.O.V.A                 | Saison 2001-2002 Seniors à L’U.S. Créteil LUSITANOS |
| Saison 1987-1988 – 13 ans à C.O.V.A                 | Saison 2002-2003 Seniors à L’U.S. Créteil LUSITANOS |
| Saison 1988-1989 – 15 ans à C.O.V.A                 | Saison 2003-2004 Seniors à L’U.S. Créteil LUSITANOS |
| Saison 1989-1990 – 15 ans à C.O.V.A                 | Saison 2004-2005 Seniors à IVRY SUR SEINE           |
| Saison 1990-1991 – 17 ans à C.S.M.V.R               | Saison 2005-2006 Seniors à K.S.K RONSE Belgique     |
| Saison 1991-1992 -17 ans à C.O.V.A                  | Saison 2006-2007 Seniors à ISSY FUTSAL              |
| Saison 1992-1993 – 17 ans à C.O.V.A                 | Saison 2007-2008 Seniors à ISSY FUTSAL              |
| Saison 1993-1994 Juniors au P.S.G                   | Saison 2007-2008 FUTSAL ISSY LES MOULINEAUX         |
| Saison 1994-1995 Juniors au P.S.G                   | Saison 2014-2015 Vétérans à FC ISSY                 |
| Saison 1995-1996 Seniors au P.F.C                   | Saison 2015-2016 Vétérans à FC ISSY                 |
| Saison 1996-1997 Seniors à L’U.S. Créteil LUSITANOS |                                                     |